# Jęzor
Jęzor – południowa, historyczna dzielnica Sosnowca. Graniczy od południowego wschodu z Jaworznem (do którego do 1953 roku należał), od północy z Niwką a od zachodu z Modrzejowem i Mysłowicami. Linia podziału z Niwką i Modrzejowem przebiega wzdłuż rzeki Biała Przemsza, a granicę z Mysłowicami tworzy rzeka Przemsza.
Od 2004 r. dzielnica Jęzor wraz z Niwką, Modrzejowem i Borem, jako osiedle, wchodzi w skład dzielnicy „Południe”. Posiada 1 mandat w piętnastoosobowej Radzie Dzielnicy.
Dzielnica poprzecinana jest siecią dróg i torowisk, posiadających tutaj węzeł drogą ekspresową S1 i drogą krajową nr 79 oraz m.in. linią kolejową Katowice – Kraków. Znajdująca się na niej stacja nie jest obecnie czynna dla ruchu pasażerskiego, jednak pełni ważną rolę, łącząc sieć kolejową PKP PLK z siecią prywatnych linii kolei piaskowych.

## Historia

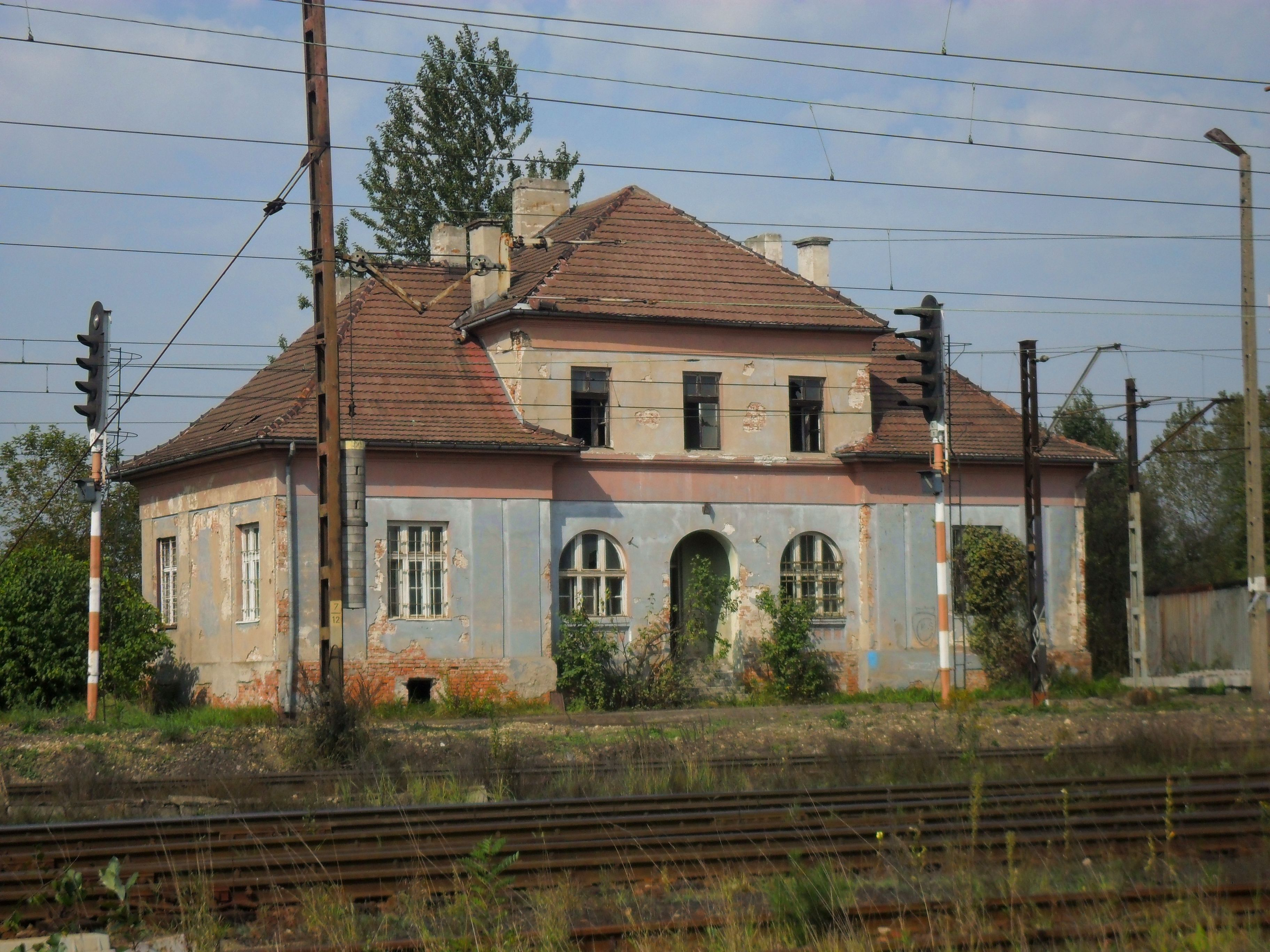
Nieistniejący budynek dworca stacji Sosnowiec Jęzor (2014 r.)

Do 1790 r. Jęzor, jako przysiółek Dąbrowy Narodowej, był  własnością biskupstwa krakowskiego i wchodził w skład klucza sławkowskiego. W latach 1795–1809 był częścią Monarchii Habsburgów, a w latach 1809-1815 do Księstwa Warszawskiego. Po zakończeniu wojen napoleońskich, w latach 1815-1846, należał do Wolnego Miasta Kraków, by potem do 1867 r. stać się częścią Cesarstwa Austriackiego, a następnie do 1918 r. monarchii austro-węgierskiej. W okresie międzywojennym, w II Rzeczypospolitej obszar Jęzora znalazł się w powiecie chrzanowskim województwa krakowskiego. Przez wiele lat należał do Jaworzna, a w 1953 r. został przyłączony do Sosnowca

## Ważniejsze obiekty i miejsca
- Centrum Handlowe Designer Outlet Sosnowiec
- Stacja kolejowa Sosnowiec Jęzor
- Przystanek kolejowy Sosnowiec Jęzor Południowy[4]
- Lokomotywownia
- Stacja kolejowa Jęzor Centralny
- Trójkąt Trzech Cesarzy

## Ulice
- Budowlana
- Jaworznicka
- Łabędzia
- Mostowa
- Orląt Lwowskich (97-139)[1]
- Plażowa
- Stacja Jęzor
- Starowiejska
- Zagaje
- Zawodzie